# Konklawe 1503 (Pius III)
Konklawe 16-22 września 1503 – konklawe, które po śmierci Aleksandra VI wyniosło na tron papieski Piusa III.

## Śmierć Aleksandra VI
Papież Aleksander VI zmarł 18 sierpnia 1503 roku w wieku 72 lat, prawdopodobnie z przyczyn naturalnych, choć jego śmierci od początku towarzyszyły pogłoski o rzekomej truciźnie. Papież ten słynął z rozwiązłego trybu życia i nepotyzmu, w tym zwłaszcza szczególnych względów, jakimi obdarzał swego okrutnego syna Cezara. W ostatnich latach jego pontyfikatu 27-letni Cezar Borgia, książę Romanii i dowódca wojsk papieskich, odgrywał niezwykle istotną rolę w polityce Stolicy Apostolskiej. Po śmierci ojca zamierzał przeforsować przychylnego sobie kandydata, nie przewidział jednak, że również będzie w tym czasie ciężko chory (w Rzymie szalała epidemia malarii).

## Sytuacja polityczna w okresie sediswakancji
Śmierć Aleksandra VI nastąpiła w bardzo dramatycznym dla Włoch momencie. Na Półwyspie Apenińskim toczyła się hiszpańsko-francuska wojna o koronę królestwa Neapolu oraz o ks. Mediolanu. W walki były zaangażowane niemal wszystkie ważniejsze państwa włoskie, łącznie z papiestwem, które w zależności od okoliczności popierały raz jedną, raz drugą stronę. Na terytoriach papieskich narastał sprzeciw wobec rządów papieża i jego syna, buntowały się zwłaszcza rzymskie rody arystokratyczne Colonna i Orsini oraz lokalni baronowie na prowincji, którzy w minionych latach zostali pozbawieni wielu swych dóbr i władzy na rzecz Borgiów. Zaraz po śmierci papieża zarówno w Rzymie jak i w prowincjach doszło do krwawych zamieszek. W samym Rzymie siłami zbrojnymi dysponowały aż trzy stronnictwa (Colonnów, Orsinich oraz Cezara Borgii), a w pobliżu stacjonowały hiszpańskie wojska pod dowództwem Gonsalvo de Cordoba oraz francuskie, dowodzone przez Francesco Gonzagę. Sam Cezar miał dyspozycji 12 tysięcy zbrojnych i mógł liczyć na lojalność hiszpańskich kardynałów, którzy, jak powiadano, poprzysięgli dążyć do wyboru kardynała Juana de Very, nawet za cenę schizmy. Ponadto Borgia podjął kroki mające na celu zapobieżenie powrotowi do Rzymu kardynała Giuliano della Rovere, jego osobistego wroga, co mu się jednak nie udało. Baron Fabio Orsini miał w mieście około półtora tysiąca żołnierzy, a Prospero Colonna ponad trzy tysiące. W tej sytuacji powszechnie obawiano się, że może dojść do narzucenia wyboru nowego papieża siłą.

## Lista elektorów
W konklawe wzięło udział 37 z 45 żyjących kardynałów:
- Oliviero Carafa; Kardynał z Neapolu[4] (nominacja kardynalska: 18 września 1467) – kardynał biskup Sabiny; komendatariusz kościoła prezbiterialnego S. Eusebio; prymas Świętego Kolegium Kardynałów; administrator archidiecezji Neapolu i diecezji Kadyksu; komendatariusz opactwa terytorialnego Montevergine
- Giuliano della Rovere; Kardynał S. Pietro in Vincoli[4] (16 grudnia 1471) – kardynał biskup Ostia e Velletri; komendatariusz kościołów prezbiterialnych S. Pietro in Vincoli i Ss. XII Apostoli; penitencjariusz większy; archiprezbiter bazyliki laterańskiej; arcybiskup Awinionu; administrator diecezji Vercelli; legat apostolski w Awinionie; komendatariusz opactwa terytorialnego Nonantola
- Jorge da Costa; Kardynał z Lizbony[4] (18 grudnia 1476) – kardynał biskup Porto e Santa Rufina; komendatariusz kościoła prezbiterialnego S. Lorenzo in Lucina; administrator archidiecezji Bragi
- Girolamo Basso della Rovere; Kardynał z Recanati[4] (10 lutego 1477) – kardynał biskup Palestriny
- Lorenzo Cibo de Mari; Kardynał z Benewentu[4] (9 marca 1489) – kardynał biskup Albano; komendatariusz kościoła prezbiterialnego S. Marco; administrator diecezji Vannes i Noli
- Antoniotto Pallavicini; Kardynał S. Prassede[4] (9 marca 1489) – kardynał biskup Tusculum; komendatariusz kościoła prezbiterialnego S. Prassede; prefekt Trybunału Sygnatury Sprawiedliwości; biskup Orense; administrator diecezji Pampeluny; protektor Zakonu Krzyżackiego
- Giovanni Antonio Sangiorgio; Kardynał z Alessandrii[4] (20 września 1493) – kardynał prezbiter Ss. Nereo ed Achilleo; biskup Parmy; tytularny patriarcha Jerozolimy
- Bernardino Lopez de Carvajal;; Kardynał S. Croce[4] (20 września 1493) – kardynał prezbiter S. Croce in Gerusalemme; komendatariusz diecezji Sigüenzy; administrator diecezji Avellino
- Juan de Castro; Kardynał z Agrygentu[4] (19 lutego 1496) – kardynał prezbiter S. Prisca; biskup Agrygentu
- Domenico Grimani (20 września 1493) – kardynał prezbiter S. Nicola inter Imagines; patriarcha Akwileji
- Georges d’Amboise; Kardynał z Rouen[4] (17 września 1498) – kardynał prezbiter S. Sisto; arcybiskup Rouen; legat papieski we Francji
- Jaime Serra i Cau; Kardynał z Oristano[4] (28 września 1500) – kardynał prezbiter S. Clemente; legat apostolski w Umbrii; arcybiskup Oristano; administrator diecezji Linköping
- Francisco de Borja; Kardynał z Cosenzy[4] (28 września 1500) – kardynał prezbiter S. Cecilia; arcybiskup Cosenzy; administrator diecezji Teano; kamerling Świętego Kolegium Kardynałów; legat apostolski w Kampanii; komendatariusz opactwa terytorialnego S. Vincenzo al Volturno
- Juan de Vera; Kardynał z Salerno[4] (28 września 1500) – kardynał prezbiter S. Balbina; arcybiskup Salerno
- Ludovico Podocathor; Kardynał z Capaccio[4] (28 września 1500) – kardynał prezbiter S. Agata in Suburra; arcybiskup Benewentu
- Antonio Trivulzio; Kardynał z Como[4] (28 września 1500) – kardynał prezbiter S. Anastasia; biskup Como
- Gianstefano Ferrero; Kardynał z Bolonii[4] (28 września 1500) – kardynał prezbiter S. Vitale; biskup Bolonii
- Juan Castellar y de Borja; Kardynał z Monreale[4] (31 maja 1503) – kardynał prezbiter S. Maria in Trastevere; arcybiskup Monreale
- Francisco de Remolins; Kardynał z Sorrento[4] (31 maja 1503) – kardynał prezbiter Ss. Giovanni e Paolo; arcybiskup Sorrento; administrator diecezji Perugii
- Francesco Soderini; Kardynał z Volterry[4] (31 maja 1503) – kardynał prezbiter S. Susanna; biskup Volterry
- Niccolò Fieschi (31 maja 1503) – kardynał prezbiter S. Lucia in Septisolio; biskup Fréjus
- Francisco Desprats; Kardynał z Leónu[4] (31 maja 1503) – kardynał prezbiter Ss. Sergio e Bacco; biskup Leónu
- Adriano Castello; Kardynał z Hereford[4] (31 maja 1503) – kardynał prezbiter S. Crisogono; biskup Hereford
- Jaime de Casanova (31 maja 1503) – kardynał prezbiter S. Stefano in Monte Celio
- Francesco Todeschini-Piccolomini; Kardynał ze Sieny[4] (5 marca 1460) – kardynał diakon S. Eustachio; protodiakon Świętego Kolegium Kardynałów; administrator diecezji Fermo; protektor Anglii
- Raffaele Sansoni Riario; Kardynał S. Giorgio[4] (10 grudnia 1477) – kardynał diakon S. Giorgio in Velabro; komendatariusz kościoła prezbiterialnego S. Lorenzo in Damaso; kamerling Świętego Kościoła Rzymskiego; administrator diecezji Cuenci i Viterbo
- Giovanni Colonna (15 maja 1480) – kardynał diakon S. Maria in Aquiro; administrator diecezji Rieti; komendatariusz opactwa terytorialnego Subiaco
- Ascanio Sforza; Kardynał Ascanio[4] (17 marca 1484) – kardynał diakon Ss. Vito e Modesto; wicekanclerz Świętego Kościoła Rzymskiego; administrator diecezji Pawii i Cremony
- Giovanni de’ Medici (9 marca 1489) – kardynał diakon S. Maria in Domnica; komendatariusz opactwa terytorialnego Monte Cassino
- Federico di Sanseverino (9 marca 1489) – kardynał diakon S. Teodoro; administrator diecezji Maillezais i archidiecezji Vienne
- Giuliano Cesarini (20 września 1493) – kardynał diakon S. Angelo in Pescheria; administrator diecezji Ascoli Piceno; archiprezbiter bazyliki liberiańskiej
- Alessandro Farnese (20 września 1493) – kardynał diakon Ss. Cosma e Damiano; administrator diecezji Corneto e Montefiascone; legat apostolski w Marchii Ankońskiej
- Luigi d’Aragona (1494) – kardynał diakon S. Maria in Cosmedin; administrator diecezji Aversy, Capaccio i Policastro
- Amanieu d’Albret (28 września 1500) – kardynał diakon S. Nicola in Carcere Tulliano; administrator diecezji Pamiers
- Pedro Luis de Borja OSIoHieros (28 września 1500) – kardynał diakon S. Maria in Via Lata; arcybiskup Walencji
- Marco Cornaro (28 września 1500) – kardynał diakon S. Maria in Portico
- Francisco Lloris y de Borja; Kardynał z Elne[4] (31 maja 1503) – kardynał diakon S. Sabina; biskup Elne; komendatariusz diecezji Valence et Die; tytularny patriarcha Konstantynopola

Wśród elektorów było dwudziestu dwóch Włochów, jedenastu Hiszpanów, dwóch Francuzów (d’Amboise i d’Albret), a nadto Portugalczyk (da Costa) i Grek (Podocator). Aż dwudziestu pięciu z nich było nominatami Aleksandra VI. Czterech mianował Innocenty VIII, sześciu Sykstus IV, a po jednym Paweł II (Carafa) i Pius II (Piccolomini).

### Nieobecni
Ośmiu kardynałów nie przybyło na konklawe, w tym trzech Francuzów, dwóch Włochów, Hiszpan, Niemiec i Węgier:
- Luis Juan del Mila y Borja; Kardynał z Segorbe[4] (20 lutego 1456) – kardynał prezbiter Ss. IV Coronati; protoprezbiter Świętego Kolegium Kardynałów; biskup Lleidy
- Guillaume Briçonnet; Kardynał z Saint-Malo[4] (16 stycznia 1495) – kardynał prezbiter S. Pudenziana; arcybiskup Reims; biskup Saint-Malo; administrator diecezji Nîmes
- Philippe de Luxembourg; Kardynał z Luksemburga[4] (21 stycznia 1495) – kardynał prezbiter Ss. Marcellino e Pietro; biskup Le Mans i Thérouanne
- Raymond Pérault; Kardynał z Gurk[4] (20 września 1493) – kardynał prezbiter S. Maria Nuova; legat papieski w Niemczech, Danii, Norwegii, Szwecji i Prusach
- Pietro Isvalies; Kardynał z Reggio[4] (28 września 1500) – kardynał prezbiter S. Ciriaco e Ss. Quirico e Giulitta; arcybiskup Reggio di Calabria; administrator diecezji Veszprém; legat a latere w Polsce i na Węgrzech
- Tamás Bakócz; Kardynał z Ostrzyhomia[4] (28 września 1500) – kardynał prezbiter Ss. Silvestro e Martino; arcybiskup Ostrzyhomia i prymas Węgier; kanclerz królestwa Węgier
- Melchior von Meckau; Kardynał z Brixen[4] (31 maja 1503) – kardynał prezbiter bez tytułu; biskup Brixen
- Ippolito d’Este; Kardynał z Ferrary[4] (20 września 1493) – kardynał diakon S. Lucia in Silice; archiprezbiter bazyliki watykańskiej; administrator diecezji Eger oraz archidiecezji Mediolanu i Kapui; komendatariusz opactwa terytorialnego S. Genesio w Brescello

Wszystkich mianował Aleksander VI, z wyjątkiem protoprezbitera del Milà y Borja, którego mianował jeszcze Kalikst III.

## Przygotowania do elekcji
Zupełnie kluczową sprawą było zapewnienie kardynałom bezpieczeństwa i swobody podczas elekcji. Za warunek konieczny dla osiągnięcia tego celu uważano wyjazd z miasta wszystkich baronów, a w szczególności Cezara Borgii i w tym kierunku włoscy kardynałowie działali od początku sediswakancji. Z uwagi na swą chorobę Cezar okazał się skłonny do układów. Najpierw wszedł w taktyczne porozumienie z rodem Colonna, a 22 sierpnia złożył uroczystą przysięgę posłuszeństwa Świętemu Kolegium. W zamian Kolegium Kardynalskie zatwierdziło go na stanowisku Kapitana Generalnego Kościoła. Jednocześnie jednak kardynałowie jednogłośnie zadecydowali, że konklawe odbędzie się w zamku św. Anioła, a nie, jak nakazywała tradycja, w Watykanie, który znajdował się pod kontrolą Borgii. Decyzję tę powszechnie odebrano jako deklarację braku zaufania do syna Aleksandra VI. Ostatecznie, z końcem sierpnia, przy pomocy ambasadorów Hiszpanii, Francji, cesarza i Wenecji, Święte Kolegium wydało zarządzenie, że wszyscy baronowie, w tym Cezar Borgia, Orsini i Colonna wraz ze swoimi wojskami mają wyjechać z Rzymu i nie powracać do niego aż do wyboru nowego papieża. Również wojska francuskie i hiszpańskie otrzymały zakaz zbliżania się do miasta. Cezar podporządkował się temu bardzo niechętnie i 1 września schronił się w Nepi pod opieką Francuzów, z którymi tego samego dnia zawarł przymierze. Święte Kolegium odzyskało kontrolę nad Watykanem i mogło przystąpić do wyboru papieża.
W chwili śmierci Aleksandra VI wielu kardynałów nie było obecnych w Rzymie i dopiero dowiedziawszy się o jego zgonie przybywali do miasta. 30 sierpnia przybył Soderini, 1 września Cornaro, 3 września Trivulzio oraz znienawidzony przez Cezara kardynał Della Rovere, 6 września Colonna, 9 września kamerling Riario, a 10 września Amboise, Aragona i Sforza.

## Frakcje
Kolegium Kardynałów było mocno podzielone, przy czym silnymi stronnictwami dysponowały dwa mocarstwa: Francja i Hiszpania. Partię francuską tworzyli kardynałowie d’Amboise i d’Albret, sprzymierzeni z nimi kardynałowie Sanseverino i Fieschi oraz florentyńczycy Medici i Soderini, a także Aragona i Sforza, choć ci ostatni raczej z przymusu niż własnej woli. Jedenastu hiszpańskich kardynałów (Carvajal, Serra, Castro, Pedro Luis de Borja, Francisco de Borja, Castellar, Remolino, Desprats, Casanova, Vera i Lloris) tworzyło jednolite stronnictwo, lojalne jednak w pierwszej kolejności nie wobec króla Hiszpanii, lecz Cezara Borgii. Nominalnym liderem Hiszpanów był Carvajal. Sprzymierzony z nimi był także wpływowy kardynał Giovanni Colonna, którego ród zawarł taktyczny sojusz z Cezarem Borgią przeciwko swym odwiecznym rywalom, Orsinim. 1 września 1503 Cezar Borgia zawarł przymierze z Francuzami i obiecał im wsparcie swych sprzymierzeńców na konklawe, jednak wyjazd Borgii z Rzymu oznaczał utratę przez niego bezpośredniej kontroli nad hiszpańskimi kardynałami i postawił zawarte porozumienie pod dużym znakiem zapytania.
Pozostali kardynałowie (niemal bez wyjątku Włosi) tworzyli teoretycznie najsilniejszą frakcję („partia włoska”), jednak w praktyce nie stanowili oni jednolitego stronnictwa. Część z nich popierała Giuliano della Rovere, część Carafę, a jeszcze inni Pallaviciniego.

## Kandydaci
Najbardziej aktywną kampanię wyborczą prowadził kardynał d’Amboise, szczodrze wspierany przez swojego króla Ludwika XII. Nie przebierał w środkach, uciekając się nawet do symonii i w początkowych raportach z optymizmem informował króla o swej kandydaturze. Szybko jednak przekonał się, że nastroje zarówno w mieście jak i w Świętym Kolegium są przeciwne francuskiemu papieżowi. Jego nominalny sojusznik, Ascanio Sforza, publicznie zadeklarował, że obiecał królowi Francji oddanie głosu na kardynała Amboise wyłącznie dlatego, że było to warunkiem odzyskania wolności i choć słowa dotrzyma, nie uczyni nic więcej dla wspierania tej kandydatury.
Hiszpania nie miała swojego oficjalnego kandydata, ale król Ferdynand w instrukcjach dla swego ambasadora rekomendował wspieranie kandydatur Piccolominiego, Castro i Carvajala, a w dalszej kolejności Podocatora i Pallaviciniego, a blokowanie Giuliano della Rovere. Włosi byli podzieleni między Carafę, della Roverę i Pallaviciniego. Jako kandydata neutralnego wymieniano da Costę, ale jego zaawansowany wiek (97 lat) i portugalskie pochodzenie przemawiały przeciwko niemu. Największe szanse dawano kandydatom popieranym przez Hiszpanię, zwłaszcza Piccolominiemu, Podocatorowi i Pallaviciniemu.

## Konklawe
Konklawe rozpoczęło się 16 września 1503. Na początku kardynałowie podpisali kapitulację wyborczą, która zobowiązywała elekta do zwołania soboru w ciągu dwóch lat i rozpoczęcia reformy Kościoła. Pierwsze głosowanie odbyło się 21 września. Zgodnie z poczynionymi ustaleniami, elektorzy mogli wskazać do pięciu kandydatów, układając ich według preferencji. Sumując wszystkie oddane głosy, wyniki pierwszego głosowania przedstawiały się następująco:
- Giuliano Della Rovere – 15 głosów
- Oliviero Carafa – 14
- Georges d’Amboise – 13
- Bernardino Lopez de Carvajal – 12
- Juan de Castro – 11
- Antoniotto Pallavicini – 10
- Giovanni di San Giorgio – 8
- Jorge Costa – 7
- Jaime Serra, Francisco Borgia i Juan de Vera – po 5
- Francesco Piccolomini – 4
- Ludovico Podocator – 2
- Girolamo Basso della Rovere, Domenico Grimani, Antonio Trivulzio i Francisco Desprats – po 1

Biorąc jednak pod uwagę tylko główne preferencje, wyniki były następujące:
- Oliviero Carafa – 12 głosów
- Bernardino Lopez de Carvajal – 7
- Giuliano della Rovere – 6
- Georges d’Amboise – 5
- Antoniotto Pallavicini – 3
- Jorge da Costa – 2
- Girolamo Basso della Rovere i Giovanni di San Giorgio – po 1

Głosowanie nie przyniosło żadnemu z kandydatów przewagi, toteż zaczęto poszukiwać kandydata kompromisowego, przejściowego. Główną rolę w tych staraniach odegrali kardynałowie z partii francuskiej, Amboise i Sforza, którzy zaproponowali 64-letniego Francesco Piccolominiego. Był to kandydat akceptowalny dla Hiszpanów, toteż bez trudu zawarto porozumienie co do jego wyboru.

## Wybór Piusa III
Poranne głosowanie 22 września 1503 było czystą formalnością. Na Piccolominiego zagłosowali wszyscy elektorzy z wyjątkiem jego samego, choć pięciu wskazało go tylko jako kandydata „rezerwowego”. Uwzględniając wszystkie głosy, Piccolomini otrzymał ich trzydzieści sześć (w tym trzydzieści jeden głównych preferencji i pięć „rezerwowych”), d’Amboise cztery (w tym trzy jako główne i jeden „rezerwowy”), Carafa trzy (wszystkie trzy jako główne), Giuliano della Rovere dwa (oba „rezerwowe”), a San Giorgio jeden („rezerwowy”). Sam Piccolomini zagłosował na Carafę (jako kandydata głównego) i San Giorgio (jako rezerwowego).
Papież przybrał imię Piusa III, ze względu na pamięć jego wuja Piusa II. 30 września przyjął święcenia kapłańskie, a 1 października sakrę biskupią z rąk kardynała-biskupa Ostii Giuliano della Rovere. 8 października został uroczyście koronowany przez kamerlinga Raffaele Riario.
Wybór ten spotkał się z ogromnym poparciem ze strony Rzymian. Piccolomini uchodził za prawego człowieka, a w trakcie pontyfikatu Aleksandra VI miał odwagę krytykować jego postępowanie. Deklarował on chęć przywrócenia papiestwu prestiżu nadszarpniętego przez poprzedników. Jednakże w chwili wyboru był już ciężko chory i po 26 dniach pontyfikatu zmarł, nie zdążywszy podjąć żadnych istotnych kroków reformatorskich.

## Uzupełniające źródła internetowe
- The Cardinals of the Holy Roman Church
- Sede Vacante 1503